# Brittany Boyd
Brittany Boyd, coniugata Jones (Berkeley, 11 giugno 1993), è un'ex cestista e allenatrice di pallacanestro statunitense, professionista nella WNBA.

## Carriera
È stata selezionata dalle New York Liberty al primo giro del Draft WNBA 2015 con la 9ª chiamata assoluta.

## Palmarès
- WNBA All-Rookie First Team (2015)